# Pteridoideae
Pteridoideae zijn een onderfamilie van de lintvarenfamilie (Pteridaceae), een familie van varens met negen geslachten en ongeveer 300 soorten.
Deze onderfamilie is voor het eerst beschreven door Smith et al. (2006).
Er komen geen soorten van deze onderfamilie van nature in België of Nederland voor, maar een aantal soorten van het geslacht Pteris worden als kamerplant en als tuinplant gebruikt.

## Naamgeving en etymologie
De botanische naam Pteridoideae is overgenomen van het geslacht Pteris.

## Taxonomie
De onderfamilie is voor het eerst beschreven door Smith et al. (2006). Volgens deze opvatting omvat de onderfamilie 17 geslachten en enkele honderden soorten die eerder in de aparte families Pteridaceae s.s. en Taenitidaceae waren opgenomen:
- Geslachten:
  - Actiniopteris  - Afropteris  - Anogramma  - Anopteris  - Austrogramme  - Cerosora  - Cosentinia  - Eriosorus  - Jamesonia  - Monachosorum  - Nephopteris  - Nevrocallis  - Onychium  - Ochropteris  - Pityrogramma  - Pteris  - Pterozonium  - Syngramma  - Taenitis

### Beschreven soorten
Van de Pteridoideae worden de volgende soorten in detail beschreven:
- Geslacht: Anogramma
  - Soorten:
    - Anogramma leptophylla

- Geslacht: Cosentinia
  - Soorten:
    - Cosentinia vellea

- Geslacht: Pteris
  - Soorten:
    - Pteris cretica (Lintvaren)
    - Pteris vittata